# Chimdi
Chimdi è un centro abitato del Nepal situato nel Distretto di Sunsari nel sud-est del Nepal. 
Secondo il censimento nepalese del 1991, la popolazione era pari a 4142 persone, suddivisa in 799 abitazioni.